# Liste des grades de l'armée suédoise
Cette liste montre les grades et les insignes de l'armée suédoise selon le système mis en place en 2019. Le personnel de l'armée suédoise se compose de trois catégories, officiers, officiers spécialisés, et chefs de groupe et soldats.

## Officiers
| Code OTAN | Désignation suédois | Traduction officielle Anglais | Commandement habituel                                           | Insignes , |
| --------- | ------------------- | ----------------------------- | --------------------------------------------------------------- | ---------- |
| OF-9      | General             | General                       | Commandant en chef des forces armées suédoises                  |            |
| OF-8      | Generallöjtnant     | Lieutenant General            | Chef d'état-major de la défense suédoise                        |            |
| OF-7      | Generalmajor        | Major General                 | Chef de l'armée de terre suédoise                               |            |
| OF-6      | Brigadgeneral       | Brigadier General             | Commandant de la Première Division de l'armée de terre suédoise |            |

| Code OTAN | Désignation suédois | Traduction officielle Anglais | Commandement habituel                              | Insignes , |
| --------- | ------------------- | ----------------------------- | -------------------------------------------------- | ---------- |
| OF-5      | Överste             | Colonel                       | Commandant de brigade Commandant du régiment       |            |
| OF-4      | Överstelöjtnant     | Lieutenant Colonel            | Chef de bataillon Adjoint au commandant de brigade |            |
| OF-3      | Major               | Major                         | Chef de compagnie Adjoint au chef de bataillon     |            |

| Code OTAN | Désignation suédois | Traduction officielle Anglais | Commandement habituel        | Insignes , |
| --------- | ------------------- | ----------------------------- | ---------------------------- | ---------- |
| OF-2      | Kapten              | Captain                       | Adjoint au chef de compagnie |            |
| OF-1      | Löjtnant            | Lieutenant                    | Chef de peloton              |            |
| OF-1      | Fänrik              | Second Lieutenant             | Chef de peloton              |            |
| OF-D      | Kadett              | Cadet                         | Élève-officier               |            |

## Officiers spécialisés
| Code OTAN | Désignation suédois | Traduction officielle Anglais | Commandement habituel                                                                                  | Insignes , |
| --------- | ------------------- | ----------------------------- | --- | ---------- |
| OR-9      | Regementsförvaltare | Command Sergeant Major        | Sergent-major régimentaire                                                                             |            |
| OR-8      | Förvaltare          | Sergeant Major                | Sergent-major de bataillon Chef de compagnie fonctionell Adjoint au chef de compagnie fonctionell      |            |
| OR-7      | Överfanjunkare      | Senior Master Sergeant        | Membre d'etat-major/instructeur en chef - hautement qualifié. (Nommé par le chef de l'armée de terre.) |            |
| OR-7      | Fanjunkare          | Master Sergeant               | Sergent-major de compagnie Chef de peloton                                                             |            |
| OR-6      | Översergeant        | Senior Sergeant First Class   | Adjoint au chef de peloton Chef de groupe                                                              |            |
| OR-6      | Sergeant            | Sergeant First Class          | Chef de groupe                                                                                         |            |
| n/a       | Kadett              | Cadet                         | Élève officier spécialisé                                                                              |            |

## Chefs de groupe et soldats
| Code OTAN | Désignation suédois | Traduction officielle Anglais | Commandement habituel | Insignes , |
| --------- | ------------------- | ----------------------------- | --------------------- | ---------- |
| OR-5      | Överfurir           | Staff Sergeant                | Chef de groupe        |            |
| OR-5      | Furir               | Sergeant                      | Chef de groupe        |            |
| OR-4      | Korpral             | Corporal                      | Chef de groupe        |            |

| Code OTAN | Désignation suédois | Traduction officielle Anglais | Commandement habituel                 | Insignes , |
| --------- | ------------------- | ----------------------------- | ------------------------------------- | ---------- |
| OR-3      | Vicekorpral         | Specialist                    | Pas de commandement sauf cas spéciaux |            |
| OR-2      | Menig 4             | Private                       | Pas de commandement                   |            |
| OR-2      | Menig 3             | Private                       | Pas de commandement                   |            |
| OR-1      | Menig 2             | Private                       | Pas de commandement                   |            |
| OR-1      | Menig 1             | Private                       | Pas de commandement                   |            |
| OR-1      | Menig               | Private                       | Pas de commandement                   |            |

## Système 2009
Cette liste montre les grades et les insignes de l'armée suédoise selon le système mis en place en 2009. Le personnel de l'armée suédoise se compose de trois catégories, officiers, officiers spécialisés (sous-officiers) et chefs de groupe et soldats (militaires du rang).
| Code OTAN | Désignation suédois | Traduction officielle Anglais | Commandement habituel                                                                                              | Insignes |
| --------- | ------------------- | ----------------------------- | --- | -------- |
| OF-9      | General             | General                       | Commandant en chef des forces armées suédoises                                                                     |          |
| OF-8      | Generallöjtnant     | Lieutenant General            | Chef de quartier général des forces armées suédoises Chef de commandement opérationnel des forces armées suédoises |          |
| OF-7      | Generalmajor        | Major General                 | Chef de service d'intelligence militaire et de sécurité suédois                                                    |          |
| OF-6      | Brigadgeneral       | Brigadier General             | Chef d'état-major tactique de l’armée de terre suédois                                                             |          |

| Code OTAN | Désignation suédois | Traduction officielle Anglais | Commandement habituel                                  | Insignes |
| --------- | ------------------- | ----------------------------- | ------------------------------------------------------ | -------- |
| OF-5      | Överste 1. graden   | Brigadier                     | Grade au cours de suppression; pas plus de promotions. |          |
| OF-5      | Överste             | Colonel                       | Chef de régiment                                       |          |
| OF-4      | Överstelöjtnant     | Lieutenant Colonel            | Chef de bataillon                                      |          |
| OF-3      | Major               | Major                         | Chef de compagnie                                      |          |

| Code OTAN | Désignation suédois | Traduction officielle Anglais | Commandement habituel      | Insignes |
| --------- | ------------------- | ----------------------------- | -------------------------- | -------- |
| OF-2      | Kapten              | Captain                       | Chef de peloton            |          |
| OF-1      | Löjtnant            | Lieutenant                    | Chef de peloton            |          |
| OF-1      | Fänrik              | Second Lieutenant             | Adjoint au chef de peloton |          |

| Code OTAN | Désignation suédois | Traduction officielle Anglais | Commandement habituel                 | Insignes |
| --------- | ------------------- | ----------------------------- | ------------------------------------- | -------- |
| OR-9      | Regementsförvaltare | Regimental Sergeant Major     | Sergent-major régimentaire            |          |
| OR-8      | Förvaltare          | Sergeant Major                | Adjudant de compagnie Chef de peloton |          |
| OR-7      | Fanjunkare          | Colour Sergeant               | Adjoint au chef de peloton            |          |
| OR-6      | Förste sergeant     | Sergeant First Class          | Chef de groupe                        |          |

| Code OTAN | Désignation suédois | Traduction officielle Anglais | Commandement habituel                 | Insignes                       |
| --------- | ------------------- | ----------------------------- | ------------------------------------- | ------------------------------ |
| OR-5      | Sergeant            | Sergeant                      | Chef de groupe                        |                                |
| OR-4      | Korpral             | Corporal                      | Adjoint au chef de groupe             |                                |
| OR-3      | Vicekorpral         | Lance Corporal                | Pas de commandement sauf cas spéciaux |                                |
| OR-2      | Menig 1 klass       | Private First Class           | Pas de commandement                   | avec l'ancienneté de sept ans  |
| OR-2      | Menig 1 klass       | Private First Class           | Pas de commandement                   | avec l'ancienneté de cinq ans  |
| OR-2      | Menig 1 klass       | Private First Class           | Pas de commandement                   | avec l'ancienneté de trois ans |
| OR-2      | Menig 1 klass       | Private First Class           | Pas de commandement                   |                                |
| OR-1      | Menig               | Private                       | Pas de commandement                   | pas d’insigne de grade         |